# 华为MateBook系列
华为MateBook是华为研发的，运行Windows 10系统的二合一笔记本产品，于2016年2月21日在世界移动通信大会开幕前夕对外推出。MateBook也是华为的第一款2合1电脑产品。随后几年華為发布了更多型号的Matebook。

## 发展历史
在华为MateBook发布之前，有媒体曝光称华为将于2016年上半年进军PC市场，并从分析中指出，华为的PC业务应该适合于消费者事业部门。而在2015年9月21日，华为已经申请了“Matebook”商标。另外，華為消費者事业部门的CEO余承东称，早在2015年，华为就有想做一台筆記本的打算，并表示“每一個華為人都需要一台高效的辦公電腦”，还声称華為“要做到PC領域的第一”。
2016年2月20日晚，余承東在其微博上承認了“華為筆記本”的傳聞，宣布于2月21日推出首款筆記本電腦。最终华为在2月21日世界移动通信大会开幕前夕，正式对外发布MateBook。
华为于2017年5月23日推出华为MateBook X，运行Windows 10 家庭版操作系统的笔记本电脑，预装Microsoft Office 2016，使用全金属一体化机身，提供三种配色。
华为于2025年5月18日推出搭载鸿蒙的电脑HUAWEI MateBook Pro与HUAWEI MateBook Fold非凡大师。

## 设计
华为MateBook的整體設計概念和微軟的Surface Pro相似，为一台二合一平板電腦，屏幕尺寸为12英寸，屏幕解析度为2,160 x 1,440像素，并采用英特尔SkylakeCore M3.1GHz處理器。由于機身重量仅635g，機身厚度仅6.9毫米，故华为官方宣称该机为“市面上最輕的12英寸平板電腦”。此外，该机还提供手写笔MatePen（電磁觸控筆，另购件），这也是首款采用橡胶笔尖的手写笔，提供绘图和公式转换功能，充电1小时可使用1个月。此笔也可以作为激光笔和翻页器来使用。电池方面，MateBook配备了一块容量为33.7Wh的锂电池，正常情况下可使用一天，亦可完成10小時連續辦公，9小時連續視頻播放或29小時連續音樂播放。此外，MateBook还支持指纹识别解锁，HDMI、VGA、LAN、USB 3.0接口。
MateBook搭载Windows 10系统，此前有消息爆料指出该机支持Windows 10和Android双系统，日常状态下运行Windows 10，将键盘拆开后改为运行Android。而实际上MateBook并没有搭载Android系统。
MateBook共有金、灰两种颜色，内存方面有4GB和8GB兩種選擇，而硬盘則有128GB、256GB以及512 GB可以選擇。

## 销售
华为MateBook预计将于2016年4月起在世界多个国家陆续上市。在2月21日，华为对外公布了MateBook的美国和欧洲国家的售价，具体如下：
| 型号                        | 美国售价（美元，不含税） | 欧洲国家售价（欧元，含税） |
| --------------------------- | ------------------------ | -------------------------- |
| Intel Core M3 4GB RAM 128GB | $699                     | €799                       |
| Intel Core M3 4GB RAM 256GB | $849                     | €949                       |
| Intel Core M5 8GB RAM 256GB | $999                     | €1149                      |
| Intel Core M5 8GB RAM 512GB | $1199                    | €1349                      |
| Intel Core M7 8GB RAM 256GB | $1399                    | €1599                      |
| Intel Core M7 8GB RAM 512GB | $1599                    | €1799                      |

以下为配件价格，需注意配件需另行购买：
| 配件           | 美国售价（美元，不含税） | 欧洲国家售价（欧元，含税） |
| -------------- | ------------------------ | -------------------------- |
| 鍵盤保護套     | $129                     | €149                       |
| MatePen手写笔  | $59                      | €69                        |
| MateDock扩展坞 | $89                      | €99                        |

2016年5月31日，华为MateBook正式在中国大陆市场上市，具体售价如下：
| 型号                        | 售价（人民币） |
| --------------------------- | -------------- |
| Intel Core M3 4GB RAM 128GB | ¥4988          |
| Intel Core M5 4GB RAM 128GB | ¥6688          |
| Intel Core M5 8GB RAM 256GB | ¥7388          |

## 反响
MateBook推出后便获得各大媒体的广泛评价，AnandTech评价称“華為第一次設計了一款很漂亮的平板”；The Verge评价称，华为MateBook「鍵盤上玻璃材質的觸控板表現真好，但按鍵本身感覺沒達到相同水準」；而Ars Technica称赞了Matebook的輕薄和金屬一體設計，並稱其屏幕非常優秀。此外，MateBook还获得了五项国际媒体大奖，其中包括“世界移动通信大会最佳二合一产品”大奖。

## 其他產品
- MateBook 13 2019
- MateBook X Pro 2019
- MateBook D 15
- MateBook D 14
- MateBook 13 2020
- MateBook X Pro 2020
- MateBook 13 2022[17]
- MateBook 14 2023
- MateBook 14s 2023
- MateBook 16s 2023
- MateBook GT 14 2024
- MateBook Fold 非凡大师 2025